# Le Vent du nord dans les fougères glacées
Le Vent du nord dans les fougères glacées est un roman (ou organisme narratif) de Patrick Chamoiseau, publié en octobre 2022, dont l'action est supposée se dérouler dans une zone écartée de la Martinique, à l'époque contemporaine.

## Résumé

### «Silence de Boulianno»(pp. 15-116)
Boulianno, l’intervenant majeur des veillées funèbres d’autrefois, s’est fait de plus en plus rare, jusqu’à disparaître, sans laisser d’héritiers putatifs de son don de parole. Les nouveaux, décepteurs, apportent la tristesse, alors qu’il insufflait la vie.
Cette nostalgie des conteurs d’antan soude les gens des quartiers, mornes et ravines, les fait se réunir autour de Bébert, dans des assemblées du samedi, où on discutaille. Bébert creuse, reformule, prend note des 1992 suppositions, qu’il accompagne de 3500 commentaires, dans un « cahier de la crypto-mémoire » (p. 44) : seules quatorze sont ici présentées.
Parfois, d’ailleurs (de chez nous) viennent de jeunes conteurs, désireux d’approcher Boulianno, de s’en faire adouber. Certains sont éconduits, par le maître, puis par ses admirateurs qui les égarent. Justement, une jeune fille se présente avec ses questions, puis un jeune homme tambour, qui mènent chacun leur enquête ou traque, mais déjà plus personne n’est capable de donner de piste fiable, même Bébert le cartographe.

### «Convoi vers Boulianno»(pp. 117-292)
Sur décision collective, un convoi monte dans le pays premier, dans les grands bois, sans sentier, ni chemin, ni piste, ni trace : « nous nous mîmes à grimper dans ces majestés végétales » (p. 121).
Ce convoi de trois anciens, Bébert, Man Delcas et le narrateur, est suivi à leur insu, puis précédé, par les deux nouveaux.
Ils ne sont pas guidés, mais plutôt appelés, aspirés, vers les trois possibilités de cases, jusqu'à la dernière case, adossée à l'akoma (acomat boucan, Sloanea caribæa).

### «Gloriyé Boulianno»(pp. 293-315)
Toute une nuit magique...

## Personnages
Chaque personnage, même contre son gré, est situé dans sa généalogie et/ou sa biographie, autant que possible :
- Boulianno Nérélé Isiklaire, maître Conteur, Mèt Boulianno
- Albert Cardinal Ptolémée, crié Bébert la science, notre science-vivante, astro-archéologue
- Man Delcas, vannière, assistante, à qui Boulianno a confié son éventail
- Osphare Tertullien Philogène, conteur tombé, l’informateur, narrateur (je/nous)
- Anaïs Alicia Carmélite, l'Anecdote, jeune fille, aspirante conteuse
- Populo (Ablastine), l’espoir-vivant, jeune tambour

## Thèmes
Le thème principal est la Parole, celle du conte et surtout celle du conteur, dans le contexte antillais/caribéen de la veillée funèbre, telle qu'elle est vécue par les participants, loin des villes.
Elle dure la nuit entière, et commence par des salutations, prémices, préliminaires, préludes : « savant mélange » de « devinettes, mythologies, jeux de mots, charades, merveilles et petits-chant » (p. 57), soit en créole « titim, mitoloji, zedmo, charad, mèvèy, tichanté » (p. 58). 
Ensuite seulement, s'élève le conte, l'enchaînement infini des contes.
mais étudier les contes ne suffit pas. En effet, « le conte créole ne saurait être une étoile solitaire » (p. 63). Une question est celle de la primauté : du tambour, de la danse, du chant, du conte.
Quand Boulianno contait, « chacun se découvrait habité par une touffe de lucioles » (p. 61). « Le problème de la Parole, c’est qu’elle appartient à la famille des rosées du matin » (p. 47). L'envoutement du conte a besoin des empêcheurs de conter (p. 211) : « stopper la parole est mission impossible » (p. 213). « Les possibilités se maintiennent doucement, à savoir, Oiseau de Cham, qu’un maître conteur est la Parole en soi ! » (p. 65). 
Ainsi « Boulianno avait conté ce soir-là d’innombrables cas d’objets en vannerie mirifiques, d’éventails légendaires, et de paniers à sortilèges » (p. 169), et il fait de la vannière Man Delcas son assistante.
« Le conte n’est qu’une poussière dans l’océan de Parole » (p. 212)
« La veillée pouvait devenir un amas de ces nuées galactiques infernales où surgissent et s’effondrent une multitude d’étoiles ! » (p. 212).
« Arriver en veillée dans le noir et repartir en plein cœur de l’obscur auraient laissé en place la nuit sans âme de l’Univers, la ténèbre-glace sans mémoire qui sévissait avant l’arrivée des étoiles ! […] Avec une seule nuit, une nuit bonne, bien frappée, soumise à l’obscurité de son verbe, à sa clarté indéchiffrable, Boulianno bouleversait des siècles de nuits échouées autour de nous, ou enkystées profond, gelées définitives depuis l’abîme des temps ! » (p. 280).

## Coda (pp. 317-331)
« Chamoiseau, je crus sentir le vent du nord dans les fougères glacées » (p. 315). 
L’ultime performance ou transe du narrateur, pour l’unique transmetteur possible d’en retranscrire une ébauche, l’écrivain polygraphe, transcripteur, sismographe, d'en recréer une autre version, dans un petit écrit, cet écrit, cet organisme narratif, la puissance de la Parole.
Avant que tout souvenir, au moins au pays, s’estompe, puisque tous ont disparu, dont Anecdote et Populo.
À moins que ne soient retrouvées et publiées les notes et analyses de Bébert sur cette « cosmovision », cette « onde cosmique », dans son Almageste de la Parole, (somme des connaissances les plus avancées de l'Antiquité en mathématiques et en astronomie).
Kontè, konté : Conteurs, contez ! Par cette formule défi, le conteur passe la main à qui ose prendre la relève.
Parfois, toujours, c'est « l’étincelle inaugurale d’une échappée vers l’inconnu » (p. 298). Bien sûr, sont évoqués Rimbaud, Fanon, Césaire, et même le Tout-Monde , d’Édouard Glissant « que personne ne comprend » (p. 88).
« Ce sont ces périodes-là (disent les grands-grecs d’entre nous) qui donnent aux gènes un panel d’aptitudes que les générations suivantes acquièrent sans y penser » (p. 110).